# Саад Каміль Аль-Фадлі
Саад Каміль Аль-Фадлі (араб. سعد مانع كميل الفضلي), або просто Саад Мане, нар. 6 січня 1963) — колишній футбольний арбітр з Кувейту . Маючи міжнародний статус ФІФА починаючи з 1994 року, він відсудив багато ігор на континентальному та світовому рівні, а також на глобальному рівні. Він завершив кар'єру в 2008 році, досягнувши граничного віку у 45 років.

## Кар'єра
Працював на великих турнірах [Архівовано 3 березня 2016 у Wayback Machine.] :
- Чемпіонат світу з футболу до 20 років 1997 року (5 матчів, включаючи фінал)
- Кубок конфедерацій 1997 року (1 матч)
- Олімпійські ігри 2000 року (2 гри)
- Клубний чемпіонат світу 2000 року (1 матч)
- Кубок Азії 2000 року (2 гри)
- Чемпіонат світу 2002 року (3 гри, включаючи матч за 3-тє місце)
- Кубок Азії 2004 року (3 гри, в яких фінал)
- Кубок Азії 2007 року (4 гри)
- Ліга арабських чемпіонів 2007/08 (фінал)